# Wayne Rogers
Wayne Rogers (7. dubna 1933 Birmingham – 31. prosince 2015 Los Angeles) byl americký herec a podnikatel. Na televizní obrazovce se proslavil jako kapitán John Francis Xavier McIntyre alias Trapper v seriálu M*A*S*H.

## Biografie
Narodil se 7. dubna 1933 v Birminghamu jako mladší ze dvou dětí právníka Williama McMillana Rogerse ml. a zdravotní sestry Lydie Rogersové, roz. Eustisové.
V šestnácti letech, v době studia Ramsayské střední školy v Birminghamu v Alabamě mu zemřel otec (1949). Matka jej zapsala do soukromé školy ve městě Bell Buckle v Tennessee. V roce 1954 absolvoval Princetonskou univerzitu v oboru historie. Při studiu Webb School v Bell Buckle získal vztah k literatuře a v Princetonu se začal zajímat o herectví – stal se členem zdejšího divadelního klubu (Princeton Triangle Club).
Po absolutoriu na Princetonu nastoupil k námořnictvu (1954–1957), přičemž měl v plánu po ukončení vojenské služby studovat práva na Harvardu. V roce 1955 přijal pozvání ke zkoušce divadelní hry na Broadway, což byl dle jeho slov zlom – rozhodl se věnovat herectví. Studoval je u Sanforda Meisnera a choreografky Marthy Austinové Grahamové.
V roce 1950 se Wayne Rogers poznal s herečkou Mitzi McWhorter, v roce 1960 se vzali a mají spolu dceru Lauru a syna Billa. Manželství skončilo v roce 1983. V roce 1988 se oženil s bývalou přítelkyní Amy Hirsh.
V první polovině 70. let se začal zajímat o trh s akciemi a nemovitostmi. Více než čtyřicet let působil jako finanční analytik, finanční poradce, manažer, soudní znalec aj.
Sláva se dostavila se seriálem M*A*S*H, kde hrál roli kapitána Johna Francise Xaviera McIntyra zvaného Trapper. Hrál ve třech sériích seriálu M*A*S*H (1972–1975). Odmítl hlavní roli v televizním seriálu Trapper John, M.D. (1979), ale přijal roli lékaře (Charley Michaels) v televizní sérii House Calls (1979). Později byl vidět např. v seriálu To je vražda, napsala jako soukromý detektiv Charlie Garrett.
Za výkon v televizním seriálu House Calls byl nominován na Cenu Emmy (1981) a je držitelem Zlatého glóbu. Od roku 2005 má vlastní hvězdu na Hollywoodském chodníku slávy.
Je autorem publikace Make your own rules: a renegade guide to unconventional success.
Zemřel v 82 letech v Los Angeles na komplikace po zápalu plic.